# Тобольская Мариинская женская школа
Тобольская Мариинская женская школа — закрытое женское учебное заведение (институт благородных девиц) Российской империи, входящее в ведомство учреждений императрицы Марии, существовавшее с 1854 по 1919 год в Тобольске.

## Основная история
9 июня 1851 года член Государственного Совета Н. Н. Анненков, производивший ревизию Западной Сибири обратился к тобольскому губернатору К. Ф. Энгельке с поручением составить Проект Положения женского учебного заведения и изыскать средства на его содержание. 4 марта 1852 года под председательством нового тобольского губернатора Т. Ф. Прокофьева был учреждён Комитет об устройстве женской школы в городе Тобольске. В состав членов Комитета были включены чиновники управления тобольского губернатора, депутаты от купечества и мещанства К. Н. Николаев и А. М. Муравьёв, бывший декабрист, в ту пору являющийся чиновником канцелярии Тобольского общего губернского правления. Свой вклад в открытие школы внесли и другие декабристы бывшие в ссылке в Тобольске: М. А. Фонвизин и П. Н. Свистунов, внёсшие денежные средства для создания школы.
30 августа 1852 года в Тобольске открылась Тобольское женское училище, для обучения девиц всех сословий. Общее количество учениц в этот год составило сто человек, в следующем и последующем годах число учениц составляло сто двадцать человек. 22 июля 1854 года Указом императора Александра II училище было переименовано в Тобольскую Мариинскую женскую школу и вошло в состав ведомства учреждений императрицы Марии и стала пользоваться правами институтов этого ведомства. Структура школы состояла из двух отделений: Первое, для обучения девиц из низших сословий, в количестве сто двадцати учениц и Второе для обучения дочерей благородного сословия, купцов и духовенства, в составе пятидесяти учениц. Отделения делились на два класса: низший и высший, с трёх летними курсами обучения в каждом из классов. На первое отделение принимались девушки с десяти до двенадцати лет, на второе отделение: низший класс — с десяти до двенадцати лет, высший класс — до тринадцати лет.
Общей работой Мариинской женской школы занимались два совета школы: попечительский и педагогический. Общим управлением школой ведал Совет школы, подчинённый Западно-Сибирскому генерал-губернатору, первым председателем этого Совета являлся губернатор В. А. Арцимович, а первой попечительницей стала его жена А. Н. Жемчужникова.
30 августа 1855 года в Мариинской женской школе второе отделение было отнесено ко II разряду, а первое отделение к III разряду. В первом отделении изучались такие предметы как: начало арифметики, чистописание, чтение, Закон Божий, ремесло и рукоделие. Во втором отделении изучались такие предметы как: русский язык, арифметика, чистописание, география России, история, Закон Божий, домашнее хозяйство и рукоделие. В последующем в школе были введены: география, всеобщая история, французский язык, танцы и рисование. 1 июля 1858 года
в составе школы был открыт Александровский детский приют, для приёма сирот для обучения в первом отделении. 5 ноября 1859 года генерал-губернатором Г. Х. Гасфордом было утверждено Положение по которому в Мариинской женской школе, первое отделение было приравнено к курсу обучения уездных училищ, а второе отделение было приближено к гимназическому курсу обучения. 7 февраля 1860 года во втором отделении школы были открыты три класса (низший, средний и высший) с двухгодичными курсами обучения. По окончании полного курса школы выпускницы получали свидетельство учительниц женских 2-х разрядных и сельских училищ, а так же женских прогимназий.
3 сентября 1867 года здание второго отделения школы после пожара в Тобольске полностью выгорело и с позволения императрицы Марии Александровны, Четвёртым отделением Собственной Его Императорского Величества канцелярии с 1867 по 1871 год было выделено 22000 рублей на ремонт зданий школы. 24 июля 1868 года школу посетил великий князь Владимир Александрович, в честь этого посещения в школе была учреждена стипендия его имени. 1 июня 1873 года школу посетил великий князь Александр Александрович, будущий император Александр III.
В 1919 году был осуществлён последний выпуск школы и после установления советской власти она была закрыта. На базе Мариинской школы была создана Тобольская школа второй ступени №1.

## Покровители
- Императрица Мария Александровна[1][4]

## Попечители
- Супруги тобольских губернаторов с 1854 по 1918 год[1][4]

## Известные преподаватели
- Знаменский, Михаил Степанович[6]
- Алексий (Молчанов)[7]
- Иннокентий (Беляев)[8]

## Известные выпускники
- Уссаковская, Мария Михайловна[9]